# Pueblo terena
Terena o Terenoe es un pueblo indígena de Brasil, relacionada con los chanés y guanás.
Los Terena habitan principalmente en Mato Grosso do Sul, en un territorio descontínuo y fragmentado por las haciendas en los municipios de Miranda, Aquidauana, Anastácio, Dois Irmãos do Buriti, Sidrolândia, Nioaque, Rochedo y Porto Murtinho (Tierras Indígenas Aldeinha, Buriti, Dourados, Lalima, Limão Verde, Nioaque, Pilade Rebuá, Taunay/Ipegue, Água Limpa, Cachoeirinha, Kadiwéu y Umutina).
Se encuentran también en el interior del estado de São Paulo (Tierras Indígenas Araribá en Avaí, e Icatu en Braúna). Además se sitúan en la margen izquierda del río Paraguay, y en Mato Grosso; viven también al norte, entre os municipios de Peixoto de Azevedo, Matupá y Guarantã do Norte y en la Tierra Indígena Gleba Iriri Novo, a orillas del río Irirí, en Matupá.
Su actividad principal es la agricultura, también practican la ganadería, la caza y la pesca. Parte de los Terena tiene que emplearse como jornaleros para garantizar su subsistencia. Están socialmente integrados con la sociedad circundante, pero mantienen su propia organización en las aldeas.
Hablan el idioma terêna de la familia arawak.